# Lucija, Piran
Lucija este o localitate din comuna Piran, Slovenia, cu o populație de 5.792 de locuitori.